# Eunice Golden
Eunice Golden (Nueva York, 18 de febrero de 1927-East Hamptom, 3 de abril de 2025) fue una pintora feminista estadounidense, conocida por explorar la sexualidad usando el desnudo masculino. Su trabajo ha sido exhibido en el Museo de Arte Americano Whitney, el Museo de Brooklyn, el Museo de Arte del Bronx, la Galería Westbeth y la Galería SOHO20, entre otros.

## Educación e implicación política
El padre de Eunice Golden huyó de Rusia después de un pogromo y su madre era hija de inmigrantes rusos. Eunice se crio en Brooklyn. Estudió psicología en la Universidad de Wisconsin antes de dejar los estudios para centrarse en el arte. Se rebeló contra la mirada patriarcal de su padre y buscó «desmitificar el desnudo masculino y la sexualidad», como fue registrado por el historiador de arte Gail Levin. Paralelamente, Golden trabajó con ideas que surgieron del movimiento de liberación de mujeres del final de los años sesenta y comienzos del setenta. En 1971, se unió al comité Ad Hoc de mujeres artistas, un subgrupo de la colisión de  Trabajadores del Arte que protestaron en el Museo Whitney con una serie de acciones durante cuatro meses.
En 1973, se unió al "Grupo de lucha contra la censura", el cual estuvo organizado por Anita Steckel en respuesta a las restricciones impuestas en los trabajos sexualmente explícitos durante su exposición individual La Política Sexual del Arte Feminista (1973), en la Universidad Comunitaria de Rockland. Además de Steckel y Golden, el "Grupo de lucha contra la censura" incluyó a Judith Bernstein, Louise Bourgeois, Martha Edelheit, Joan Glueckman, Juanita McNeely, Bárbara Nessim, Joan Semmel, Anne Sharpe, y Hannah Wilke. En 1973, también fue miembro fundadora de la galería de arte cooperativo de mujeres SOHO20, donde su trabajo fue exhibido hasta 1981.

## Obra
Sus pinturas de los 60 y 70 se centraron en el desnudo masculino como manera de explorar la sexualidad, la lucha y el deseo. Más tarde explicó que sus pinturas tempranas de la anatomía masculina no fueron "heréticas" o "revolucionarias" sino "una corriente de conciencia que emana imágenes cargadas emocional y sensualmente que reflejaban quién era: una mujer heterosexual con necesidades eróticas y fantasías, todavía luchando para redefinirse... En retrospectiva,  vi que involuntariamente me había dirigido, en un nivel subliminal, a ideologías, experiencias, y percepciones de una amplia audiencia. Durante la mitad de los 70, la posición feminista de Eunice era necesaria para entender el impacto mayor de su trabajo erótico. En particular, sus Paisajes masculinos comprobaban la falacia del poder masculino mientras su rol voyeurístico revertía la mirada erótica de la idea largamente establecida del varón como espectador y la mujer como objeto cosificado. El crítico de arte Peter Frank reconoció el "poder visual" de sus Paisajes masculinos como tan "bastante convincentes." En 1977, su Paisaje #160 fue incluido en Nada más que desnudos, una exposición el museo Whitney y fue alabado en el arte Internacional por Carter Ratcliff.
En 1973, Golden empezó a explorar géneros como la performance, la fotografía y el cine. Su grupo de películas, Plátanos Azules y Otras Carnes (1973), extienden los Paisajes Masculinos a performances en las que el cuerpo masculino está cubierto por un surtido de comidas, como en el Banquete de Primavera del artista surrealista Meret Oppenheim.
En la década de 1980 su trabajo se centró en retratos y estudios antropomórficos satíricos. En los años noventa completó su serie Nadadores, la cual estuvo centrada en la cercanía entre una madre y su hijo.

## Exposiciones

### Selección de exposiciones individuales y proyecciones de películas[3]
- Plátanos azules y Otras Carnes (proyección de película), Casa Pollock-Krasner y Centro de Estudio, East Hampton, NY, 2010[19]
- Pinturas, Dibujos, fotografías de los 60s y 70s, Galería Mitchell Algus, Nueva York, NY, 2003
- A veces en Naturaleza, Galería Clayton Liberatore, Bridgehampton, NY, 2002
- Los nadadores, Galería Clayton Liberatore, Bridgehampton, NY, 2001[20]
- Tres Décadas: 1970-2000, Galería Westbeth, Nueva York, NY, 2000[21]
- Pinturas abstractas, Galería Prisma, Puerto Jefferson, NY, 1998
- Criaturas primarias, Galería Elaine Benson, Bridgehampton, NY, 1994
- Criaturas primarias, Galería Westbeth, Nueva York, NY, 1983
- Paisajes de ensueño, Galería SOHO20, Nueva York, NY, 1980
- Los últimos diez Años, Universidad Fairleigh Dickinson, Hackensack, NJ, 1979
- Retratos, Galería SOHO20, Nueva York, NY, 1979
- Cuerpo-Arizona de Paisajes Universidad Estatal, Tempe, AZ, 1977
- Paisajes del cuerpo, Universidad de Dakota del Sur, Vermillion, SD, 1976
- Paisajes del cuerpo, Galería SOHO20, Nueva York, NY, 1976
- Eunice Golden, Galería SOHO20, Nueva York, NY, 1974
- Eunice Golden, Galería SOHO20, Nueva York, NY, 1973
- Serie de violaciones / Serie de metamorfosis, Galería Westbeth, Nueva York, NY, 1973
- Visión general 1968-1973. Galería Westbeth, Nueva York, NY, 1971
- Pinturas recientes y trabajos en papel, Museo de Río Hudson, Yonkers, NY, 1969
- Dibujos y Pinturas recientes, Mari Galerías, Larchmont, NY, 1967
- Pinturas, Dibujos, Collages, Galería 84, Nueva York, NY, 1967

### Selección de exposiciones grupales
- Concepto, Performance, Documentación, Lenguaje, Galería Mitchell Algus, Nueva York, NY, 2016[22]
- Secuencia y Consecuencia, Galería Steven Kasher, Nueva York, NY, 2006
- La palabra F, Galería Mitchell Algus, Nueva York, NY, 2004
- La IDEA fotográfica, después del modernismo, Museo de Bellas artes, Santa Fe, NM, 2002-2003
- Personal y Político: el movimiento artístico de mujeres, 1969-1975, Museo Guild Hall, East Hampton, NY, 2002[23]
- Paisaje hoy: Vistas de fin del este, Museo Guild Hall, East Hampton, NY, 1994
- Oficios contemporáneos, Museo Guild Hall, East Hampton, NY, 1991-1992

## Publicaciones
- Golden,Eunice; Kenny, Kay (primavera-verano 1982). "Sexualidad en el arte: Dos Décadas desde una perspectiva Feminista." La revista de Arte de la mujer 3 (1):14-15.
- Golden,Eunice (primavera 1981). "El Desnudo masculino en el arte de las mujeres  - Dialéctica de una iconografía feminista." Herejías #12, 3 (4): 40-42.
- Golden,Eunice (mayo–junio 1975). "En la censura de una imaginería fálica." Artworkers News. p. 3.
- Golden,Eunice (abril 1967). "En el negocio del arte." Artworkers News. p. 26.